# コーソン郡 (サウスダコタ州)
コーソン郡（英: Corson County）は、アメリカ合衆国サウスダコタ州の北部に位置する郡である。2010年国勢調査での人口は4,050人であり、2000年の4,181人から3.1％減少した。郡庁所在地はマッキントッシュ市（人口173人）であり、同郡で人口最大の町はマクローリン（人口663人である。
郡名はメイン州生まれで、1876年にブラックヒルズに来て、1877年にローレンス郡デッドウッドで法律実務を始めたダイトン・コーソンに因んで名付けられた。コーソンはホームステイク鉱山で最初の弁護士の一人だった。1889年にサウスダコタ州最高裁判所に選出され、1913年に辞任するまで務めた。

## 地理
アメリカ合衆国国勢調査局に拠れば、郡域全面積は2,529平方マイル (6,550.1 km2)であり、このうち陸地は2,473平方マイル (6,405.0 km2)、水域は56平方マイル (145.0 km2)で水域率は2.23％である。郡全体がスタンディングロック・インディアン居留地に入っている。

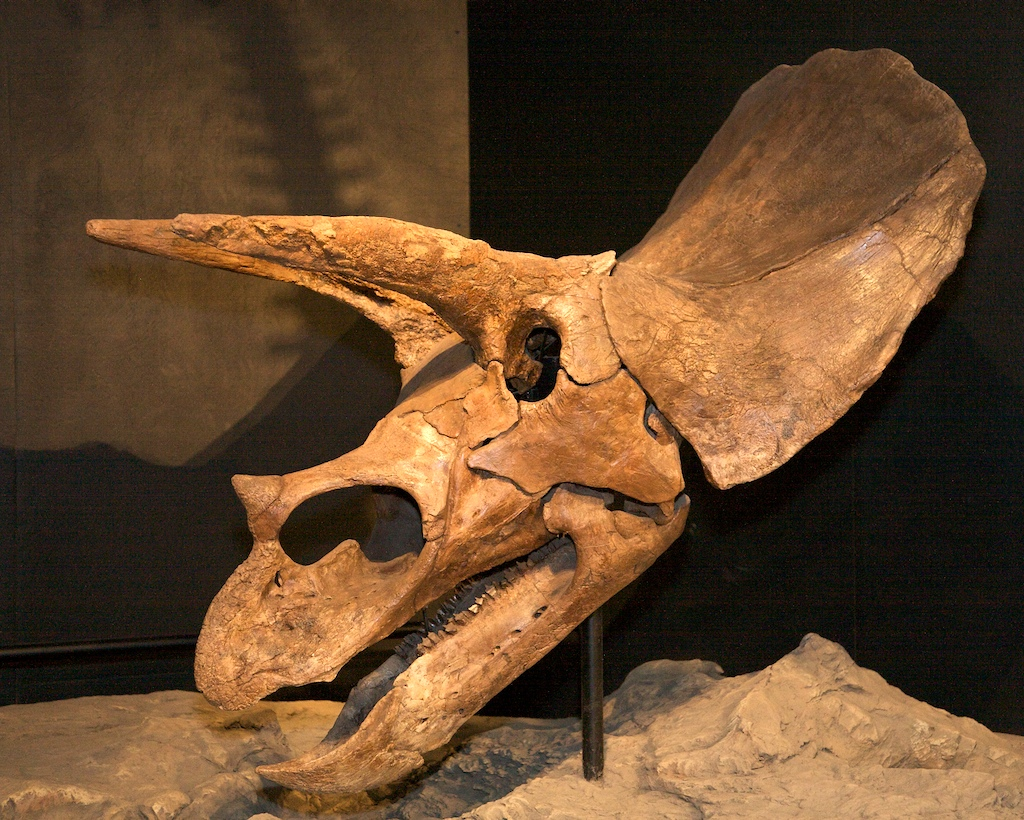
トリケラトプスの頭骨、コーソン郡出土、ヒューストン自然史博物館蔵

### 主要高規格道路
| - アメリカ国道12号線 - サウスダコタ州道20号線 - サウスダコタ州道63号線 - サウスダコタ州道65号線 | - サウスダコタ州道1806号線 |

### 隣接する郡
- スー郡 (ノースダコタ州) - 北
- キャンベル郡 - 東
- ウォルワース郡 - 南東
- デューイ郡 - 南
- ジーバック郡 - 南西
- パーキンズ郡 - 西

### 国立保護地域
- グランド川国立草原（部分）

## 人口動態
以下は2000年の国勢調査による人口統計データである。
| 基礎データ - 人口: 4,181人 - 世帯数: 1,271 世帯 - 家族数: 949 家族 - 人口密度: 0.7人/km2（1.7人/mi2） - 住居数: 1,536軒 - 住居密度: 0.2軒/km2（0.6軒/mi2） 人種別人口構成 - 白人: 37.19% - アフリカン・アメリカン: 0.10% - ネイティブ・アメリカン: 60.80% - アジア人: 0.05% - その他の人種: 0.22% - 混血: 1.65% - ヒスパニック・ラテン系: 2.13% 先祖による構成 - ドイツ系：27.3％ 年齢別人口構成 - 18歳未満: 36.9% - 18-24歳: 9.8% - 25-44歳: 24.3% - 45-64歳: 18.5% - 65歳以上: 10.5% - 年齢の中央値:28歳 - 性比（女性100人あたり男性の人口） - 総人口: 102.0 - 18歳以上: 100.8 | 世帯と家族（対世帯数） - 18歳未満の子供がいる: 38.3% - 結婚・同居している夫婦: 46.8% - 未婚・離婚・死別女性が世帯主: 19.7% - 非家族世帯: 25.3% - 単身世帯: 22.1% - 65歳以上の老人1人暮らし: 10.0% - 平均構成人数 - 世帯: 3.29人 - 家族: 3.82人 収入と家計 - 収入の中央値 - 世帯: 20,654米ドル - 家族: 23,889米ドル - 性別 - 男性: 22,717米ドル - 女性: 19,609米ドル - 人口1人あたり収入: 8,615米ドル（アメリカ合衆国の郡の中では最貧クラス） - 貧困線以下 - 対人口: 41.0% - 対家族数: 32.8% - 18歳未満: 48.6% - 65歳以上: 32.7% |

## 都市と町
- ブルヘッド
- リトルイーグル
- マッキントッシュ - 郡庁所在地
- マクローリン
- モリスタウン
- ウォーカー

### 郡区
コーソン郡は下記11の郡区に分けられている。
- カスター
- ディラニー
- レイク
- ミッション
- プレザントリッジ
- プレーリービュー
- リッジランド
- ローリンググリーン
- シャーマン
- ワクパラ
- ワトーガ

未編入の領域は下記4つある。
- セントラルコーソン
- リーモン第2
- ノースイーストコーソン
- ウェストコーソン